# Les Requins. Un réseau au cœur des affaires

Les Requins. Un réseau au cœur des affaires est un livre de Julien Caumer, paru chez Flammarion en 1999  (ISBN 2-08-067983-X).
Il a pour personnage central Étienne Leandri (1915-1995), sulfureux intermédiaire proche de Charles Pasqua et intervenant sur de nombreux gros contrats internationaux pour Elf, Thomson CSF, Dumez, etc.
Son auteur, Julien Caumer, était alors journaliste d'investigation indépendant et travaillait pour L'Événement du jeudi, puis pour L'Express, et le Sunday Times. 
Plusieurs mois ou années avant les investigations judiciaires, le livre décrit plusieurs grandes affaires politico-financières françaises dont il montre l'interconnexion au sein d'un vaste réseau affairiste s'intéressant de près aux grands contrats internationaux et aux travaux publics. 
Il s'agit en particulier des volets espagnols (Ertoil) et allemands (Raffinerie de Leuna) de l'affaire Elf, de l'affaire des frégates de Taïwan, de l'affaire du siège de GEC-Alsthom Transport. 
En plus d'Étienne Leandri, le livre souligne également le rôle de plusieurs intermédiaires de haut vol comme Nadhmi Auchi et son lieutenant Nasir Abid, André Guelfi, Pierre Lethier, Didier Holzer…